# Gelebte Geschichte (Hillary Clinton)
Gelebte Geschichte (englisch: Living History) ist der Titel der  im Jahre 2003 erschienenen Autobiografie der US-amerikanischen Politikerin Hillary Clinton.

## Entstehung
Kurz nach ihrer Wahl zur Senatorin von New York beschloss Hillary Clinton, ihre Autobiografie zu veröffentlichen und vereinbarte mit dem renommierten Verlag Simon & Schuster ein Honorar von $ 8 Millionen, davon $ 3 Millionen als Vorschuss, was damals für ein noch zu schreibendes Sachbuch eine rekordverdächtige Summe darstellte. Kritiker wandten ein, die Annahme einer solchen Summe stünde nicht im Einklang mit den ethischen Grundsätzen, die für Senatoren gelten. Die Ethik-Kommission des Senats von New York erteilte jedoch im Februar 2001 ihre Zustimmung.
Clinton gab bekannt, dass an dem Buch drei Ghostwriter mitgewirkt hätten, die zum Teil schon seit langem mit ihr zusammenarbeiten bzw. ihre Reden schreiben: Maryanne Vollers, Alison Muscatine und Ruby Shamir. Eine Angabe der Ghostwriter im fertigen Buch selbst unterblieb jedoch, was für Autobiografien von Politikern nicht unüblich ist.

## Erscheinen
Das Buch erschien am 9. Juni 2003 in den USA und gleichzeitig auch in 15 weiteren Ländern, darunter auch in Deutschland und stellte in der ersten Woche nach dem Erscheinen einen neuen Verkaufsrekord für Sachbücher auf. Der Erfolg des Buches überraschte viele, die glaubten, dass Simon & Schuster einen zu hohen Preis gezahlt hätte. Tucker Carlson, Talkmaster von CNN, sagte in seiner Show: „Wenn von dem Buch mehr als eine Million Exemplare verkauft werden sollten, fresse ich meine Schuhe und die Krawatte. Ich werde es tun.“
Schon nach einem Monat wurde die Marke von einer Million Exemplaren überschritten und Hillary Clinton erschien in der Show von Carlson, um ihm einen schuhförmigen Schokoladenkuchen zu überreichen. Zum raschen Erfolg des Buches trug auch bei, dass Hillary Clinton innerhalb kurzer Zeit schätzungsweise 20.000 Exemplare signierte. Sie nahm es auch in Kauf, dass ihr schmerzendes Handgelenk danach mit Eis behandelt werden musste und für einige Zeit eine Handgelenkstütze nötig war.

## Inhalt
Das Buch beschreibt umfassend ihr Leben von der Kindheit über die Ausbildung an der Yale-Universität, das Kennenlernen des Kommilitonen Bill Clinton bis zur späteren Heirat, die Zeit als Frau des Gouverneurs von Arkansas und die Geburt der Tochter Chelsea bis hin zu der Zeit als First Lady. Zwar wird ein sehr umfassender und aus Sicht ihrer Anhänger auch interessanter Lesestoff geboten, jedoch sind tiefe persönliche Einblicke im Sinne von bisher nicht bekannten Informationen eher selten. Genaue Details der Lewinsky-Affäre (englischer Originaltitel des entsprechenden Kapitels: „an inappropriate intimacy“) werden ausgeblendet. Obwohl ihr Mann ihr monatelang vorgemacht habe, mit Monika Lewinsky nur befreundet gewesen zu sein und ihr erst kurz vor seiner Aussage vor dem Untersuchungsausschuss die Wahrheit gesagt habe, lässt Hillary Clinton letztendlich keine Zweifel aufkommen, dass sie zu ihrem Mann Bill steht. Sie berichtet auch, dass während der schwierigen Zeit selbstverständlich regelmäßig ein Eheberater aufgesucht worden sei.
Wichtig ist ihr ihre politische Botschaft: Als Senatorin von New York vertritt sie dieselben liberalen Standpunkte wie einst ihr Mann als Präsident und rechnet mit den Konservativen ab, die nur um die Politik ihres Mannes zu verhindern, die Affären aufgebauscht hätten bis hin zum Amtsenthebungsverfahren gegen ihren Mann. Im Übrigen werden zahlreiche Begegnungen und Reden aus ihrer Zeit als First Lady geschildert bzw. wiedergegeben.

## Rezeption
Viele sahen schon im Jahre 2003 in der Autobiografie gleichzeitig einen Schritt in die Zukunft. Nun wenn es ihr gelingen würde, die negativen Bestandteile der Vergangenheit und die Affären ihres Mannes hinter sich zu lassen, während sie gleichzeitig unmissverständlich an ihm festhielt, hätte sie genügend Kraft, um bei den Vorwahlen zur Präsidentschaftswahl in den Vereinigten Staaten 2008 anzutreten, was dann auch geschah.

## Trivia
- Die gesprochene Ausgabe von „Living History“ wurde im Jahre 2003 für einen Grammy für das beste Hörbuch nominiert, jedoch nicht ausgezeichnet.[7]

- Die erste in Deutschland  ebenfalls am 9. Juni 2003 im Econ Verlag erschienene Ausgabe hatte einen Umfang von 669 Seiten. Die aktuell erhältliche Ausgabe wird nach Übernahme des Econ Verlages durch Ullstein als Taschenbuch bei Ullstein verlegt.

- Bis 2007 verdiente Hillary Clinton insgesamt $ 10 Mio. aus dem Verkauf des Buches.[8]